# Coşkun Yanlı
Coşkun Yanlı (* 25. Oktober 1955 in Izmir) ist ein türkischer Fußballtrainer.

## Karriere
Seine Trainerkarriere begann Yanlı im Jahr 1991 bei Izmirspor, die damals in der zweiten Liga spielten. Bis 1993 trainierte er den Verein aus der Ägäis mit mäßigem Erfolg, anschließend kümmerte er sich um die A-Jugend desselben Vereins. 2005 war er Jugendtrainer bei Altınordu Izmir, bevor er 2007 zu Izmirspor zurückkehrte. Nach knapp einem Jahr wurde der Vertrag zwar wieder aufgelöst, allerdings kehrte er 2009 für circa ein Jahr zurück und bildete die U-18 aus.
Nach Zwischenstationen bei Bornova 1881 Spor und Karabağlar Belediyespor, beides Vereine aus Izmir, landete er 2015 wieder bei Izmirspor.